# Социјални конфликт
Социјални конфликт је сукоб на нивоу друштвених група које имају различите интересе и циљеве, или се користе различитим и супротним стратегијама за постизање истог циља. Конфликт може бити између формалних група, али и између неформалних група и појединаца у њима. По интензитету и величини, може да варира од макросоцијалног до ограниченог сукоба регионалног и локалног карактера. Такође, социјални конфликт може бити отворени (манифестни) или сакривени (латентни).